# Seminario de Málaga
El Seminario Diocesano de Málaga es un centro de formación sacerdotal de la diócesis de Málaga, que alberga a jóvenes en formación para ser sacerdotes. Tiene su sede en Málaga, España, y su nombre oficial es Seminario Conciliar Diocesano de San Sebastián y Santo Tomás de Aquino. 
Los edificios que conforman el complejo de Seminario Diocesano, situados además en un privilegiado emplazamiento de monte y vegetación, constituyen una monumental muestra de la arquitectura oficial de principios del siglo XX.

## Historia del edificio
A comienzos de 1919, el obispo san Manuel González García llamó a los ingenieros Rafael Benjumea y Fernando Loring, que le proporcionaron delineantes para la construcción de los caminos y las instalaciones necesarias para la urbanización del terreno.
El obispo puso la primera piedra del nuevo seminario el 16 de mayo de 1920.
Es de estilo regionalista y neomudéjar. Fue diseñado por Fernando Guerrero Strachan, Rafael Benjumea Burín y Fernando Loring Martínez. Fue construido entre 1921 y 1924.
Por encargo de san Manuel González, el rector visitó otros centros de estudios, sobre todo la Universidad Pontificia Comillas de Madrid, para la mejora del seminario. Además, los seminaristas podían ir a estudiar a la Universidad Pontificia de Comillas y a la Pontificia Universidad Gregoriana de Roma, para lo cual se alojaban en el Pontificio Colegio Español de San José de aquella ciudad.
El 11 de febrero de 1926, fue visitado por los reyes de España, Alfonso XIII y Victoria Eugenia.
San Manuel González quiso consagrar la diócesis de Málaga al Sagrado Corazón de Jesús, del que era muy devoto. El 20 de noviembre de 1927, se hizo una misa pontifical encargada por el arzobispo de Granada, Vicente Casanova y Marzol. Tras la misa, se bendijo una estatua del Sagrado Corazón de Jesús de tres metros de altura que tenía la Sagrada Forma en una mano y la Cruz en la otra. Luego se colocó la estatua en la parte superior de la iglesia del seminario y el obispo san Manuel González leyó la consagración. La imagen fue derribada por grupos anticlericales durante la guerra civil española. Volvió a colocarse sobre la iglesia el 22 de julio de 1939. El seminario se salvó de la quema de conventos de 1931 que afectó a 41 edificios religiosos de Málaga. Sin embargo en 1936 el rector, beato Enrique Vidaurreta Palma, y otros profesores y seminaristas fueron asesinadas en odio a la fe, siendo algunos de ellos beatificados posteriormente.
Entre 1951 y 1965 fue ampliado por el arquitecto Enrique Atencia Molina, siendo obispo Ángel Herrera Oria.